# Ä (латиница)
Ä, ä (A с умлаутом) — буква расширенной латиницы, используется в ряде германских (немецком, шведском) и некоторых других алфавитов (финском, эстонском, словацком, казахском); в одних алфавитах стоит рядом с A, в других отправлена в конец. Чаще всего обозначает звуки [ɛ] или [æ], в русском языке передаётся как э, е или я. Эстонское сочетание ÄÄ кириллицей можно передать как яэ.
При отсутствии знака Ä в наборе символов он, как правило, заменяется на диграф ae.